# Trogon cupreicauda
El trogón amarillo pacífico (Trogon cupreicauda), también denominado trogón golinegro del Chocó,   es una especie de ave trogoniforme de la familia Trogonidae perteneciente al género Trogon. Es nativo  del noroeste de América del Sur.

## Distribución y hábitat
Se distribuye en la región biogeográfica Chocó-Magdalena, a lo largo de la pendiente del Pacífico desde los departamentos de Córdoba, Antioquia y Bolívar, en Colombia al sur hasta la provincia de Pichincha en Ecuador, y en la mitad sur del valle del Magdalena en Colombia.
Esta especie habita en selvas húmedas de baja altitud, y en crecimientos secundarios altos, desde el nivel del mar hasta los 1100 m de altitud.

## Sistemática

### Descripción original
La especie T. cupreicauda fue descrita por primera vez por el ornitólogo estadounidense Frank Michler Chapman en 1914 bajo el nombre científico de subespecie Trogonurus curucui cupreicauda; su localidad tipo es: «Bagado, 1000 pies, Chocó, Colombia»; el holotipo, un macho adulto colectado el 25 de septiembre de 1912, se encuentra depositado en el Museo Americano de Historia Natural bajo el número AMNH 123271.

### Etimología
El nombre genérico masculino «Trogon» proviene del griego «trōgōn» que significa ‘comedor de frutas’; y el nombre de la especie «cupreicauda», se compone de las palabras del latín «cupreus» que significa ‘cobre’,  y «cauda» que significa ‘cola’.

### Taxonomía
Durante mucho tiempo fue tratado como una subespecie de Trogon rufus, hasta que un estudio integrado de características morfológicas, vocales y genéticas de Dickens et al. (2021) demostró tratarse de una especie separada; lo que fue adoptado por el Congreso Ornitológico Internacional (IOC) y por Clements checklist/eBird. Es monotípica.